# William Bryan
William Jennings Bryan (ur. 19 marca 1860 w Salem, zm. 26 lipca 1925 w Dayton) – amerykański polityk, kandydat partii demokratycznej na prezydenta USA w latach 1896, 1900 i 1908, prawnik i 41. sekretarz stanu Stanów Zjednoczonych za prezydentury Woodrowa Wilsona. Jeden z najpopularniejszych mówców w historii politycznej Stanów Zjednoczonych, obdarzony głębokim, rozkazującym głosem. Bryan był członkiem Kościoła prezbiteriańskiego, zwolennikiem demokracji, krytykiem systemu bankowości i linii kolejowych, przywódcą ruchu silwerytów w latach dziewięćdziesiątych XIX wieku, jednym z przywódców partii demokratycznej, prohibicjonistą, przeciwnikiem darwinizmu i jednym z czołowych populistów na przełomie XIX i XX wieku. Ponieważ lansował wiarę w dobro i prawość zwykłych obywateli, nazwano go w Ameryce „The Great Commoner”.
W czasie ostrych walk o prezydenturę w latach 1896 i 1900 uległ Williamowi McKinleyowi, ale pozostał przywódcą demokratów.

## Początki kariery

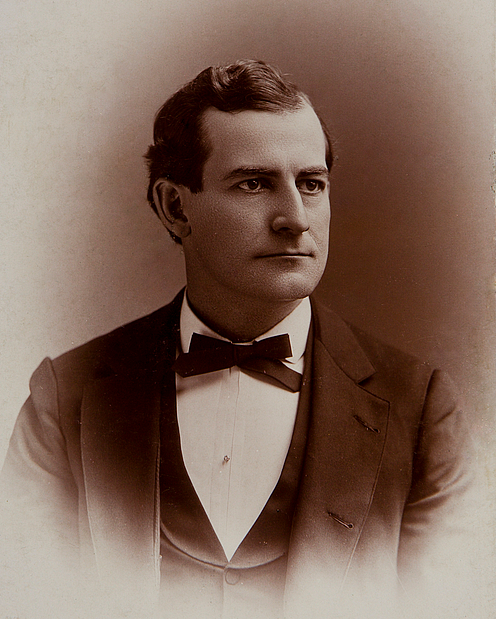
Młody Bryan

Syn Silasa i Mary Elizabeth Bryan urodził się na południu stanu Illinois. Matka Bryana pochodziła z Anglii. Mary Bryan wstąpiła do Kościoła baptystów z Salem w roku 1872, wobec czego Bryan brał udział w nabożeństwach metodystów w niedziele rano, a po południu u baptystów. W pewnym momencie William zaczął spędzać niedzielne popołudnia w Cumberland Presbyterian Church. W wieku lat 14, a więc w 1874 roku, Bryan przyjął chrzest i wstąpił do Cumberland Presbyterian Church. Bryan mawiał później, że dzień chrztu był najważniejszym dniem w jego życiu, jakkolwiek w okresie, gdy miało to miejsce, niewiele się wokół niego zmieniło. Wkrótce opuścił Cumberland Presbyterian Church i wstąpił do większego Kościoła prezbiteriańskiego USA.
Jego ojciec Silas pochodził z mieszanej szkocko-irlandzko-angielskiej rodziny. Silas jako demokrata wygrał wybory do Senatu stanowego Illinois. W roku narodzin Bryana utracił mandat, ale na krótko został wybrany sędzią stanowego sądu okręgowego.
Rodzina przeprowadziła się na 210-hektarową farmę na północ od Salem w roku 1866, zajmując 10-izbowy dom, który budził zawiść w hrabstwie Marion.
Do dziesiątego roku życia Bryan uczył się w domu, znajdując w Biblii i w „McGuffey Readers” (elementarz amerykański) potwierdzenie swego widzenia hazardu i alkoholu jako zła i źródła grzechu. By mógł wstąpić do „Whipple Academy”, oddziału „Illinois College”, 14-letni Bryan został posłany do Jacksonville.
Po ukończeniu szkoły średniej studiował nauki humanistyczne w Illinois College, kończąc naukę z wyróżnieniem w roku 1881. Chcąc studiować prawo na Northwestern University, przeprowadził się do Chicago. W czasie przygotowań do aplikantury uczył w szkole, gdzie poznał swoją przyszłą żonę Mary Elizabeth Baird. Wzięli ślub w roku 1884 i osiedli w miasteczku Salem, w Illinois.
Mary została prawnikiem i współpracowała w przygotowywaniu wszystkich jego przemówień i pism. On sam miał praktykę prawną w Jacksonville (1883–1887), po czym przeprowadził się do Lincoln w stanie Nebraska.
W roku 1890, gdy demokraci wygrali z ogromną przewagą, Bryan został wybrany do Kongresu i ponownie 140 głosami w 1892. Ubiegał się o fotel w Senacie w 1894, ale przegrał z kretesem wobec wielkiej przewagi republikanów.

## Pierwsza kampania prezydencka: 1896

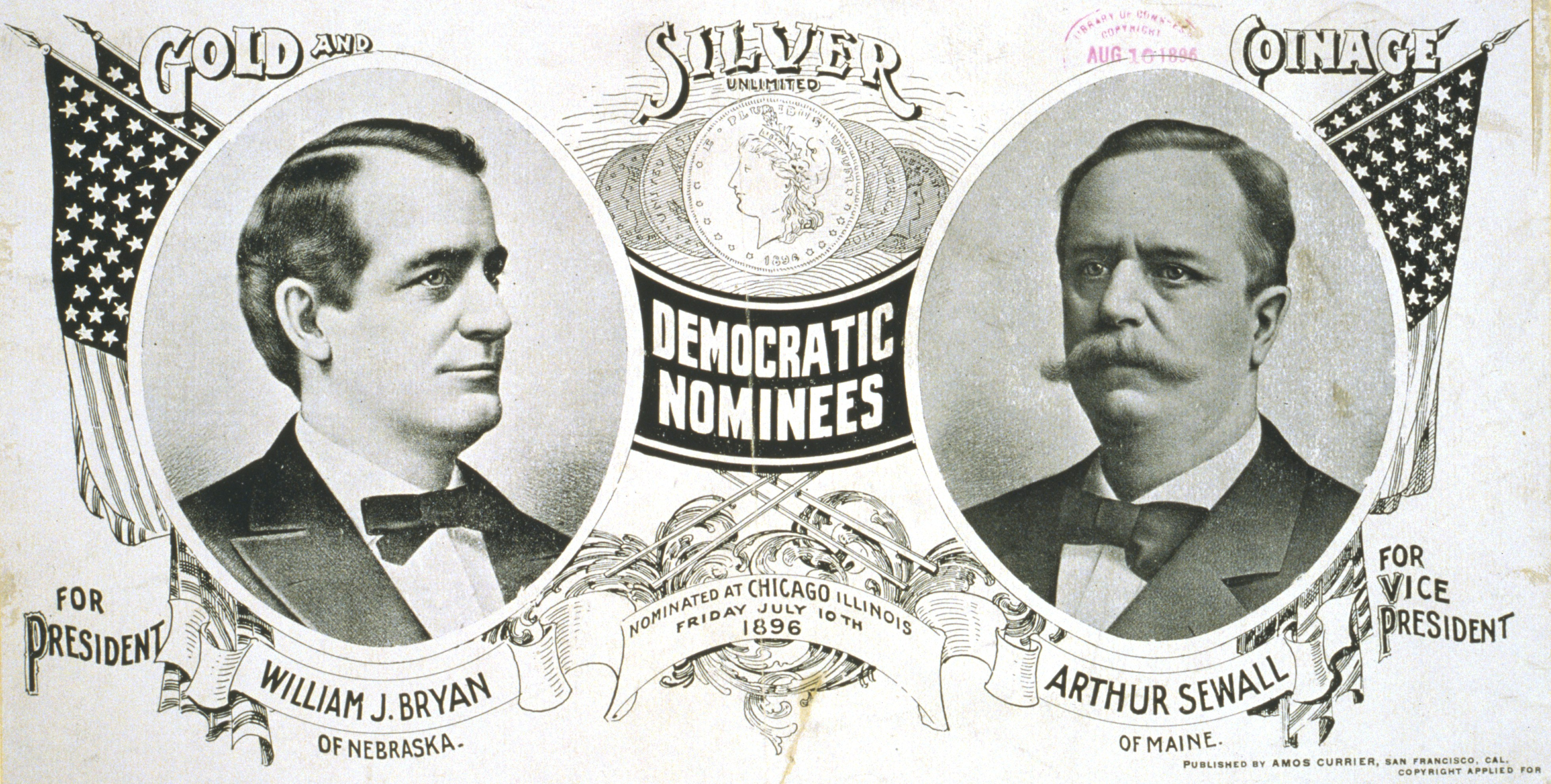
Plakat wyborczy tandemu Bryan/Sewall

Bryan w latach 1894–1896 tak zażarcie walczył o wolne srebro, że zyskał sobie popularną opinię wytrwałego bojownika w tej sprawie. Podczas konwencji Partii Demokratycznej zaatakował posiadaczy ze Wschodniego Wybrzeża za popieranie parytetu złota, co odbywa się kosztem klasy robotniczej. 

Nie będziecie wciskali na głowę ludzi pracy tej cierniowej korony, nie będziecie krzyżowali ludzkości krzyżem ze złota.

Jego przemówienie, nazwane natychmiast „Cross of Gold Speech”, uczyniło zeń przebojową nową twarz w szeregach demokratów. 
Bourbon Democrats, którzy popierali ciążącego ku konserwatyzmowi prezydenta Grovera Clevelanda, zostali pobici, a frakcje „rolna” i „srebrna” głosowały za Bryanem, dając mu nominację prezydencką partii. 36-letni wówczas Bryan pozostaje do dzisiaj najmłodszym kandydatem na urząd prezydenta wysuniętym przez jedną z głównych partii w historii Stanów Zjednoczonych.
W dodatku Bryan otrzymał formalną nominację Partii Populistycznej i Srebrnej Partii Republikańskiej. Tym sposobem, bez łamania dyscypliny partyjnej, wyborcy z tych partii mogli nań głosować. W rzeczywistości „populiści” i „silweryci” w latach 1900 i 1908 byli praktycznie nieaktywni, więc brał udział w wyborach wyłącznie z mandatu demokratów. W 1896 populiści odrzucili kandydaturę współkandydata Bryana, bankiera z Maine, Arthura Sewalla, a w jego miejsce wybrali kongresmena z Georgii Thomasa E. Watsona. Wyborcy mogli więc głosować na Bryana i Sewella lub na Bryana i Watsona.
Republikanie nominowali Williama McKinleya głoszącego hasła powszechnego dobrobytu w oparciu o rozwój przemysłu, wysokie cła i „sound money” (złoto). Jednocześnie ośmieszali Bryana, nazywając go populistą. Jednakże „Program reform Bryana był tak podobny do tego proponowanego przez populistów, że częstokroć był z nim utożsamiany, w rzeczywistości był on zawsze zagorzałym demokratą”.
Bryan domagał się, by wolne srebro w bimetalizmie były brane pod uwagę w stosunku 16:1. Większość demokratycznych gazet odrzuciła jego kandydaturę, ale on i tak wygrał w głosowaniu demokratów.
Republikanie zorientowali się w sierpniu, że Bryan był daleko przed nimi na południu i zachodzie USA, ale daleko w tyle na północnym wschodzie. Wyglądało na to, że prowadzi również na środkowym zachodzie, więc tam właśnie skoncentrowali swe wysiłki. Twierdzili, że Bryan był szaleńcem – fanatykiem religijnym otoczonym przez anarchistów, którzy dążą do zniszczenia gospodarki. Pod koniec września poczuli, że wygrywają na środkowym zachodzie i zaczęli głosić, że tylko McKinley zagwarantuje dobrobyt wszystkim Amerykanom. W rezultacie McKinley zdobył poparcie klasy średniej, robotników fabrycznych i kolejarzy, bogatych farmerów i większość Amerykanów pochodzenia niemieckiego, którzy byli przeciwnikami wolnego srebra. Bryan wygłosił pięćset przemówień w 27 stanach, ale ostatecznie wygrał William McKinley z przewagą 271 do 176 głosów kolegium Elektorów Stanów Zjednoczonych.

## Wojna i pokój: 1898–1900

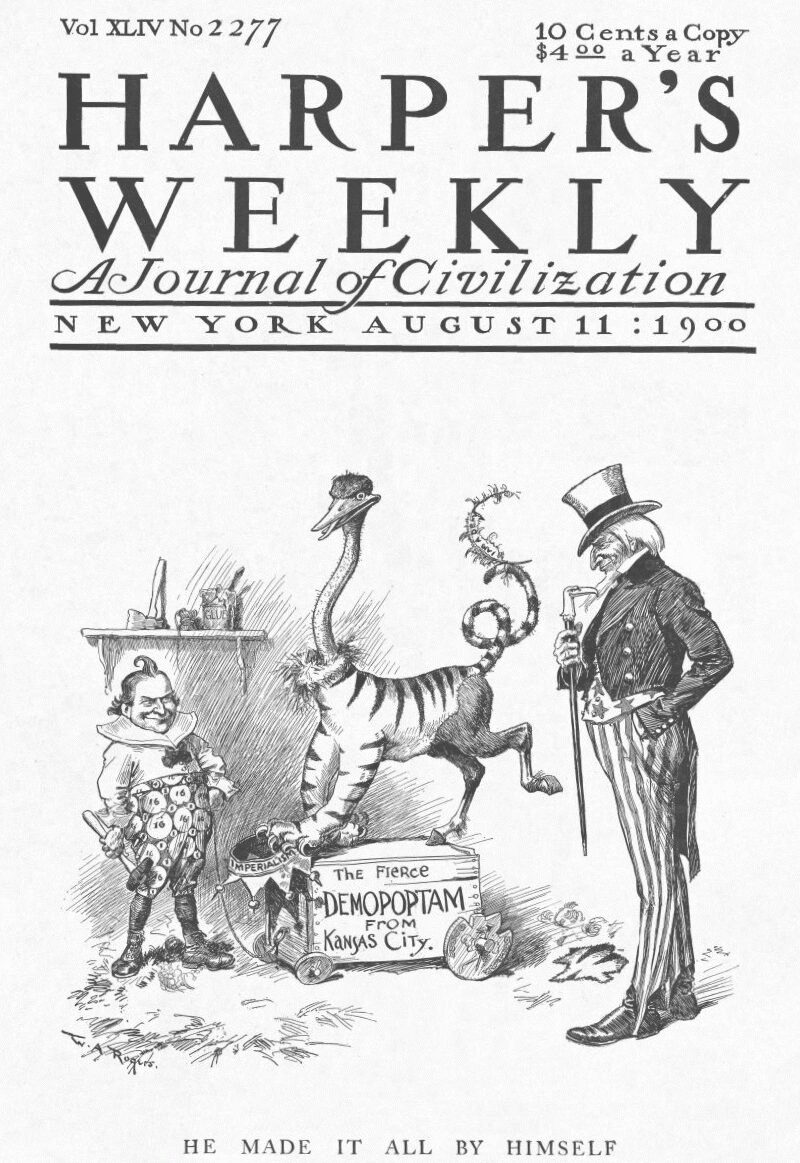
Ośmieszający Bryana plakat konserwatystów z 1900 r.

Bryan zgłosił się ochotniczo do wojska celem wzięcia udziału w wojnie z Hiszpanią w roku 1898, twierdząc, że: „Ogólnoświatowy pokój nie może zostać zaprowadzony bez sprawiedliwości na całym świecie. Bez prawa, które zatriumfuje wszędzie i bez miłości, która ostatecznie zagości we wszystkich sercach”. Bryan został mianowany dowódcą pułku milicji z Nebraski; całą wojnę spędził w punkcie zapasowym na Florydzie i nigdy nie uczestniczył w akcji zbrojnej. Po wojnie Bryan przeciwstawiał się aneksji Filipin (mimo że akceptował kończący tę wojnę traktat paryski z roku 1898). W roku 1900 Bryan wygłosił mowę na Konwencji Partii Demokratycznej. W mowie tej, zatytułowanej „Paraliżujący wpływ imperializmu” (ang. The Paralyzing Influence of Imperialism), przedstawił swój punkt widzenia aneksji Filipin, pytając, kto dał Stanom Zjednoczonym prawo podboju innego kraju, wyłącznie w celu założenia tam bazy wojskowej. Na samym początku przemówienia stwierdził, że USA nie powinny naśladować imperialistycznej Wielkiej Brytanii i innych europejskich mocarstw.

## Kampania prezydencka 1900
Wystartował z antyimperialistycznych pozycji, znalazłszy sprzymierzeńca w Andrew Carnegie i innych milionerach. Republikanie naigrawali się z Bryana jako niezdecydowanego, a nawet tchórza, podobnego do Tchórzliwego Lwa ze znanej książeczki dla dzieci Czarnoksiężnik z Krainy Oz, opublikowanej wiosną 1900 roku.
Bryan w jednym ze swych antyimperialistycznych przemówień powiedział tak:

Nasz kraj osiągnął już swój wiek i może robić, co mu się podoba; może pogardliwie odtrącić tradycję przeszłości, może nie uznać pryncypiów, na których sam został zbudowany; może sięgnąć po siły zbrojne wbrew rozsądkowi; może przemoc ustawić ponad prawem; może podbijać słabsze narody, wykorzystywać bogactwa ich ziem, zagarniać własności i zabijać ludzi; ale nie może zlikwidować praw moralnych, ani uciec przed karą za naruszanie praw obywatelskich. 
Średnio wygłaszał cztery godzinne przemowy, nie licząc licznych rozmów, co dawało łącznie około sześć godzin. Przyjmując, że wypowiadał 175 słów na minutę, dawało to 63 000 słów, wystarczająco dużo by zapełnić 52 kolumny gazetowe. W Wisconsin wygłosił pewnego razu 12 przemówień w ciągu 15 godzin. Nic to nie dało. Utrzymał wprawdzie pozycje na południu, ale stracił częściowo na zachodzie, gdy McKinley zdobył północny wschód i środkowy zachód, a republikański elektorat zaczął lawinowo narastać. W rezultacie McKinley zdobył 292 głosów elektorskich, podczas gdy Bryan 155. To znaczyło, że Bryan utracił więcej stanów, niż zdobył w roku 1896.

## Kampania prezydencka 1908

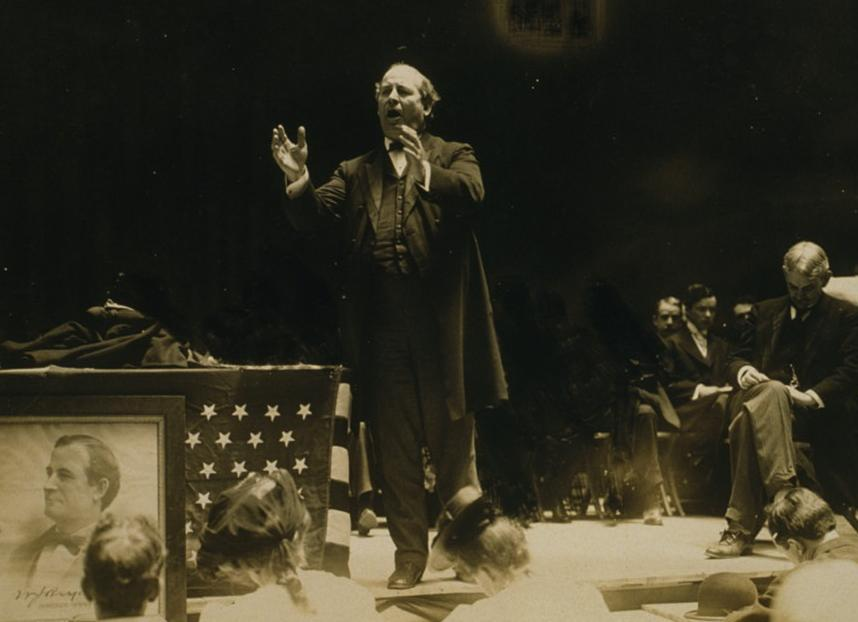
Mowa Bryana podczas kampanii 1908 roku

W wyborach roku 1908 Bryan podjął trzecią próbę zdobycia prezydentury. Demokraci wybrali Bryana z ogromną przewagą nad innymi kandydatami podczas konwencji partyjnej w Denver i zdecydowali, że John Kern, polityk z Indiany, będzie kandydował na wiceprezydenta. Bryan miał przeciw sobie kandydata republikanów, wskazanego przez prezydenta Roosevelta, Williama Tafta.
GOP opierała swą kampanię przedwyborczą na osiągnięciach administracji Roosevelta, zamiarze utworzenia państwowego systemu pocztowego, kontynuacji pieniądza opartego na złocie, nadaniu obywatelstwa mieszkańcom Puerto Rico, regulacji prawnych wielkiego biznesu, i wprowadzeniu protekcjonistycznych taryf celnych.
Bryan i demokraci ograniczyli się do wskazywania błędów republikańskich: Kongres wydał zbyt wiele pieniędzy; Roosevelt wyznaczył Tafta w niedemokratyczny sposób; republikanie chcieli centralizacji i popierali monopole. W odpowiedzi Bryan rozpowszechnił slogan „Czyż naród nie powinien rządzić?”, ale w czasach pokoju i dobrobytu oraz rozkwitu gospodarki w oparciu o popierane przez republikanów trusty, Bryan nie znalazł poparcia wśród wyborców. Głosowanie elektorskie przegrał stosunkiem 321 do 162, nie zdobywając nawet jednego stanu północnego wschodu. Była to jego najcięższa klęska.

## Sekretarz stanu: 1913–1915
Za wsparcie, jakiego udzielił Woodrowowi Wilsonowi podczas jego kampanii prezydenckiej w roku 1912, został wyznaczony sekretarzem stanu, jednak Wilson samodzielnie prowadził politykę zagraniczną i tylko formalnie „konsultował się” z Bryanem. Przed wybuchem I wojny światowej Bryan negocjował 28 koncyliacyjnych traktatów międzynarodowych zwanych cooling-off treaty które w większości ratyfikowano, ale żaden z nich nie dotyczył Niemiec. W czasie wojny domowej w Meksyku w roku 1914 Bryan popierał amerykańską interwencję wojskową (Bitwa o Veracruz (1914)).
Decyzja Wilsona o przystąpieniu do wojny w Europie doprowadziła do starcia z Bryanem i w konsekwencji do rezygnacji Bryana w czerwcu 1915 roku po ogłoszeniu przez Wilsona „wyciągania konsekwencji za wszelkie, zamierzone czy niezamierzone, naruszenia praw Amerykanów”.

## Za prohibicją, przeciw teorii ewolucji: 1916–1925

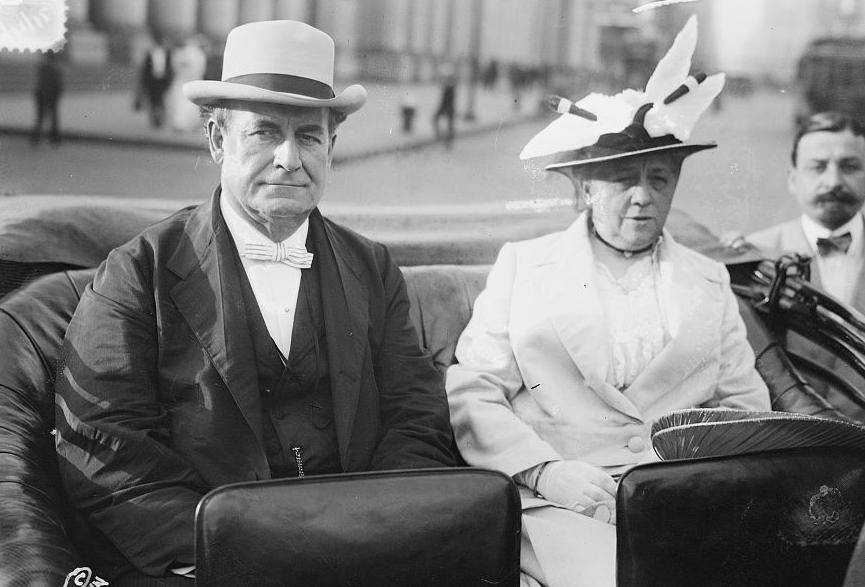
William Jennings Bryan z żoną Mary, w Nowym Jorku w 1915 r.

Niezależnie od sporów między nimi, Bryan – teraz już osoba prywatna – popierał starania Wilsona o reelekcję w 1916 roku. Kiedy USA zadeklarowały w kwietniu 1917 roku przystąpienie do wojny, napisał do Wilsona: „Uważając, że obywatelskim obowiązkiem jest wziąć udział w wojnie, niniejszym zgłaszam swą gotowość. Proszę pozwolić mi zaciągnąć się jako szeregowemu żołnierzowi i skierować mnie na odcinek, gdzie mógłbym być przydatny”. Wilson nie zamierzał pozwolić 57-latkowi wstąpić do armii i nie powierzył mu żadnego stanowiska.
Bryan brał udział w kampaniach popierających poprawki do konstytucji odnośnie do prohibicji i praw wyborczych dla kobiet. Chcąc uniknąć mieszkańców Nebraski, takich jak Amerykanie pochodzenia niemieckiego, którzy byli „wet” (przeciwnikami prohibicji) Bryan pojechał do Miami na Florydzie, gdzie otrzymał kilka lukratywnych propozycji, w tym występowania jako rzecznik George’a Merricka, planującego budowę nowego osiedla Coral Gables, za co otrzymywał ponad 100 000 USD rocznie. Działał także bardzo aktywnie w organizacjach chrześcijańskich. Uznając, że nie jest wystarczająco „dry” (zwolennikiem prohibicji), Bryan odmówił poparcia dla kandydata własnej partii Jamesa Coxa w roku 1920. Jak wyjaśniał jeden z jego biografów:
 „Bryan opisywał prohibicjonistę następująco: protestant i natywista, przeciwny korporacjom i złu miejskiej cywilizacji, wierzący w osobiste odrodzenie i wspólne modły, prawdziwie wierzący, że prohibicja poprawi zdrowie fizyczne i moralne jednostki, wspomoże rozwój społeczny i położy kres wynaturzeniom wynikających z dystrybucji alkoholu”.
Bryan pomógł Kongresowi przeprowadzić 18. poprawkę w 1918 roku, co doprowadziło do zamknięcia wszystkich lokali z wyszynkiem w roku 1920. Jednak gdy prohibicja zaczęła rzeczywiście działać, Bryan nie przyczynił się do jej egzekwowania. Przeciwstawił się kontrowersyjnej propozycji z roku 1924, by zdelegalizować Ku Klux Klan. Bryan nie był zwolennikiem KKK, ale nigdy publicznie klanu nie atakował.
Darwinizmowi sprzeciwiał się z dwóch powodów. Po pierwsze, materialistyczny punkt widzenia pochodzenia człowieka sprzeciwiał się Pismu Świętemu. Po drugie, widział darwinizm społeczny jako siłę zła, prowadzącą do światowych konfliktów, szczególnie do wojny światowej.
W swej sławnej mowie, znanej jako „The Prince of Peace”, Bryan ostrzegał, że teoria ewolucji może być niebezpieczna dla zasad moralności. Jednakże stwierdził ostatecznie, że „chociaż nie akceptuję teorii Darwina, nie będę walczył z jej założeniami”.

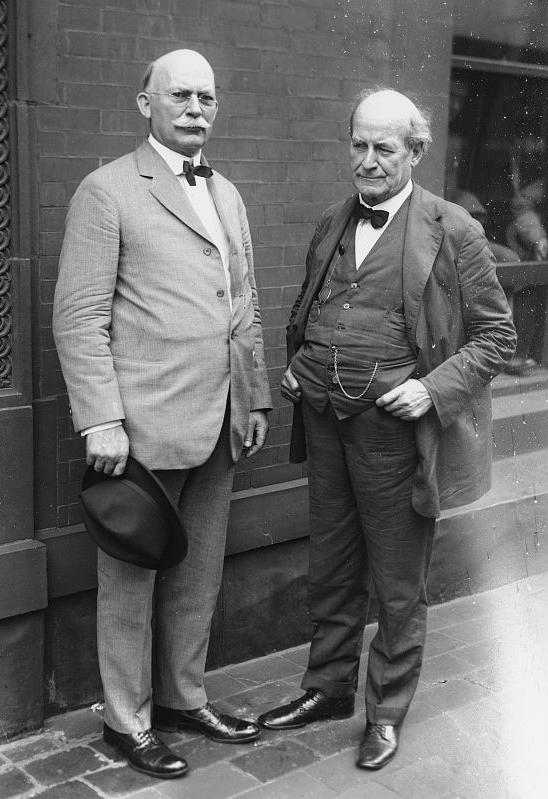
Bracia Charles W. i William J. Bryan

Jedna z książek, jakie Bryan przeczytał w tym czasie, przekonała go, że neodarwinizm (kładący nacisk na walkę ras) położył się cieniem na niemieckiej moralności. Bryan był wówczas pod silnym wpływem książki Vernona Kellogga z roku 1917, „Headquarters Nights: A Record of Conversations and Experiences at the Headquarters of the German Army in Belgium and France”, gdzie autor podkreślał (na podstawie rozmowy z niemieckim oficerem rezerwy, niejakim profesorem von Flussenem), że niemieccy intelektualiści byli przekonanymi darwinistami.
Bryan przeczytał także The Science of Power (1918) brytyjskiego teoretyka socjalizmu Benjamina Kidda, którego zdaniem wpływ filozofii Nietzschego na gwałtowny rozrost niemieckiego nacjonalizmu, materializmu i militaryzmu wywodził się wprost z hipotez społecznego darwinizmu.
W roku 1920 Bryan powiedział na jednym ze zjazdów, że teoria ewolucji miała „najbardziej paraliżujący wpływ na cywilizację w ciągu ostatniego stulecia” i że Nietzsche, ubierając tę teorię w naukowe piórka, „propagował filozofię, która potępiała demokrację, odrzucała chrześcijaństwo, zaprzeczała istnieniu Boga, zmieniała pojęcia moralności... a wiarę w Jahwe zastępowała wiarą w supermana”.
W roku 1921 Bryan uznał darwinizm za główne zagrożenie dla Stanów Zjednoczonych. Pracą, która najwyraźniej przekonała Bryana do tego, była książka Jamesa H. Leuba’y The Belief in God and Immortality, a Psychological, Anthropological and Statistical Study (1916). W pracy tej Leuba wskazał, że podczas czteroletnich studiów na uniwersytetach znaczna liczba studentów przestała wierzyć w Boga. Bryan był zatrwożony, że następne pokolenie amerykańskich przywódców może przyjąć taką zdegenerowaną moralność, która jego zdaniem doprowadziła Niemcy do wywołania I wojny światowej. W rezultacie Bryan podjął kampanię antyewolucyjną.

### Proces kompetencyjny i śmierć

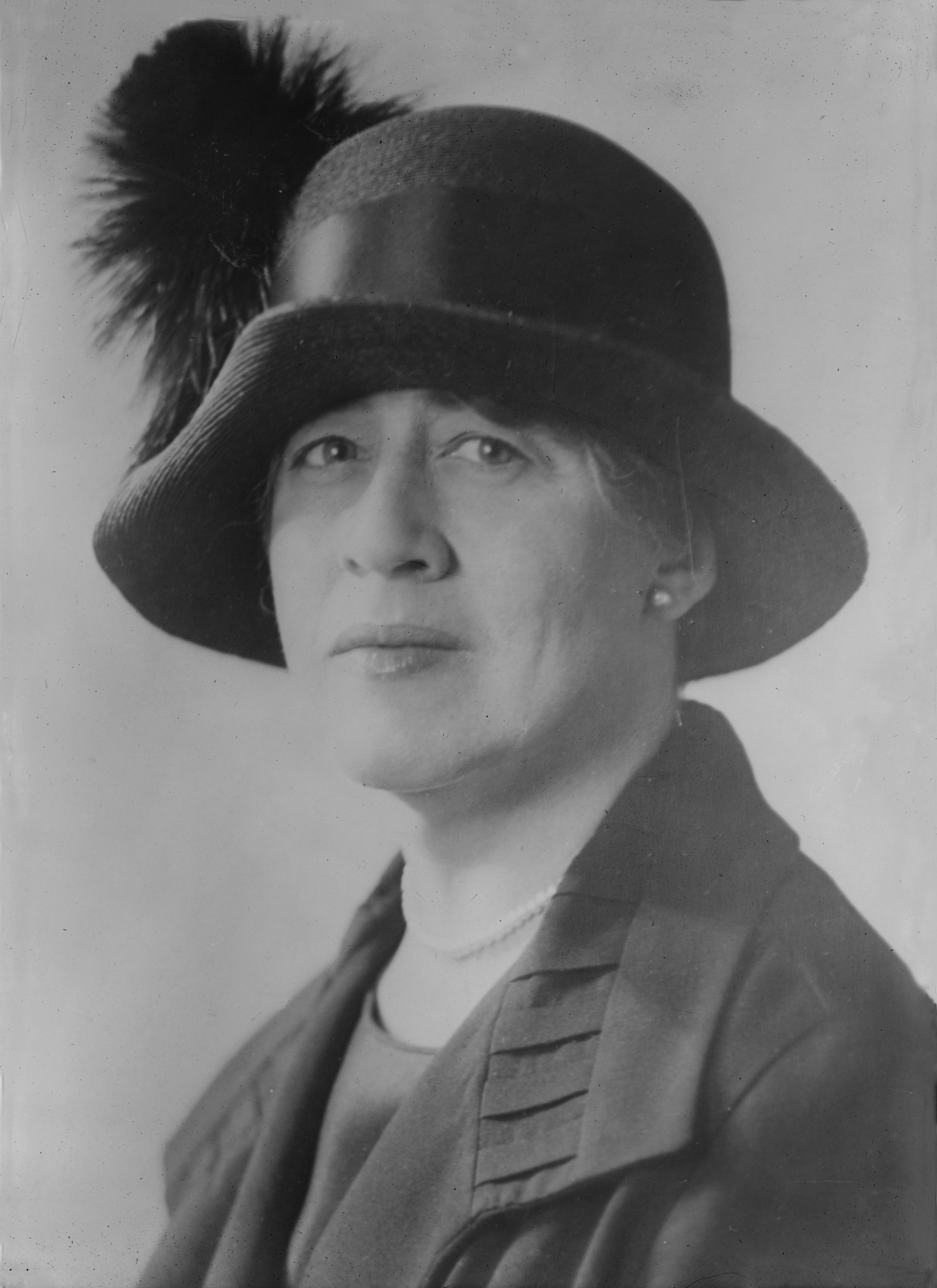
Ruth Bryan Owen, córka Bryana

Bryan wziął udział w mocno nagłośnionym przez media tzw. „małpim procesie”, który stał się początkiem końca jego kariery. W trakcie rozprawy Bryan, jako świadek oskarżenia przeciw nauczycielowi nazwiskiem Scopes, został przepytany przez obrońcę, Clarence Darrowa, na okoliczność jego znajomości Pisma Świętego. Pytania dotyczyły m.in. jak pogodzić liczącą ponad 7 tysięcy lat historię chińskiej cywilizacji z obliczoną przez arcybiskupa Usshera na 4004 p.n.e. datą stworzenia świata oraz ryb morskich, które musiałyby utonąć podczas potopu (Biblia stwierdza bowiem, że „i tak Bóg wygubił doszczętnie wszystko, co istniało na ziemi”). Pytania zostały celowo przygotowane tak, by dowieść, że Bryan nie zna Pisma Świętego, lub że opacznie interpretuje poszczególne wersety. Biolog Stephen Jay Gould uważał, że antyewolucyjne poglądy Bryana wynikały z jego populistycznego idealizmu i że Bryan w rzeczywistości walczył z eugeniką. Zaprzeczali temu biografowie polityka, zwłaszcza Michael Kazin, który powoływał się na nieukończony tekst przemówienia Bryana.
Proces zakończył się werdyktem skazującym, co obrona natychmiast oprotestowała, podważając konstytucjonalność; stanowy sąd najwyższy dopatrzył się błędów proceduralnych i Scopes został uniewinniony.
Zaraz po procesie Bryan ruszył w trasę z kolejną serią przemówień, przemierzywszy setki mil w ciągu tygodnia. W niedzielę 26 lipca 1925 roku pojechał z Chattanooga na mszę do Dayton, zjadł obiad i zmarł w czasie popołudniowej drzemki (zmarł pięć dni po procesie). Spoczywa na Cmentarzu Narodowym w Arlington. Napis na nagrobku głosi: „He kept the Faith”.